# П'єр Ганьєр
П'єр Ганьє́р (фр. Pierre Gagnaire; нар. 9 квітня 1950, Апінак, Луара, Франція) — французький шеф-кухар, ресторатор, знаний майстер і творець «нової кухні», напрямку ф'южн-кухня і молекулярної кухні.

## Життєпис
1970 року П'єр прийшов як шеф-кухар у ресторан свого батька, розташований неподалік від Сент-Етьєна. Завдяки його таланту і працелюбності цей ресторан став відомим і отримав три зірки від путівника Мішлен.
Згодом П'єр Ганьєр відійшов від «ортодоксії» французької високої кухні, почав змішувати в своїх презентаціях смаки, кольори, текстури та інгредієнти. Його численні ресторани спеціалізуються на сучасній французькій кухні.
Ресторан «Pierre Gagnaire» в Парижі посідав 3 місце серед найкращих ресторанів світу за версією журналу «Restaurant» «50 найкращих ресторанів світу» три роки поспіль (2006—2008). 2006 року також переміг в номінації «Вибір шефів».
2009 року цей ресторан удостоєний п'яти «кухарських ковпаків» від гіда «Го-Мійо».

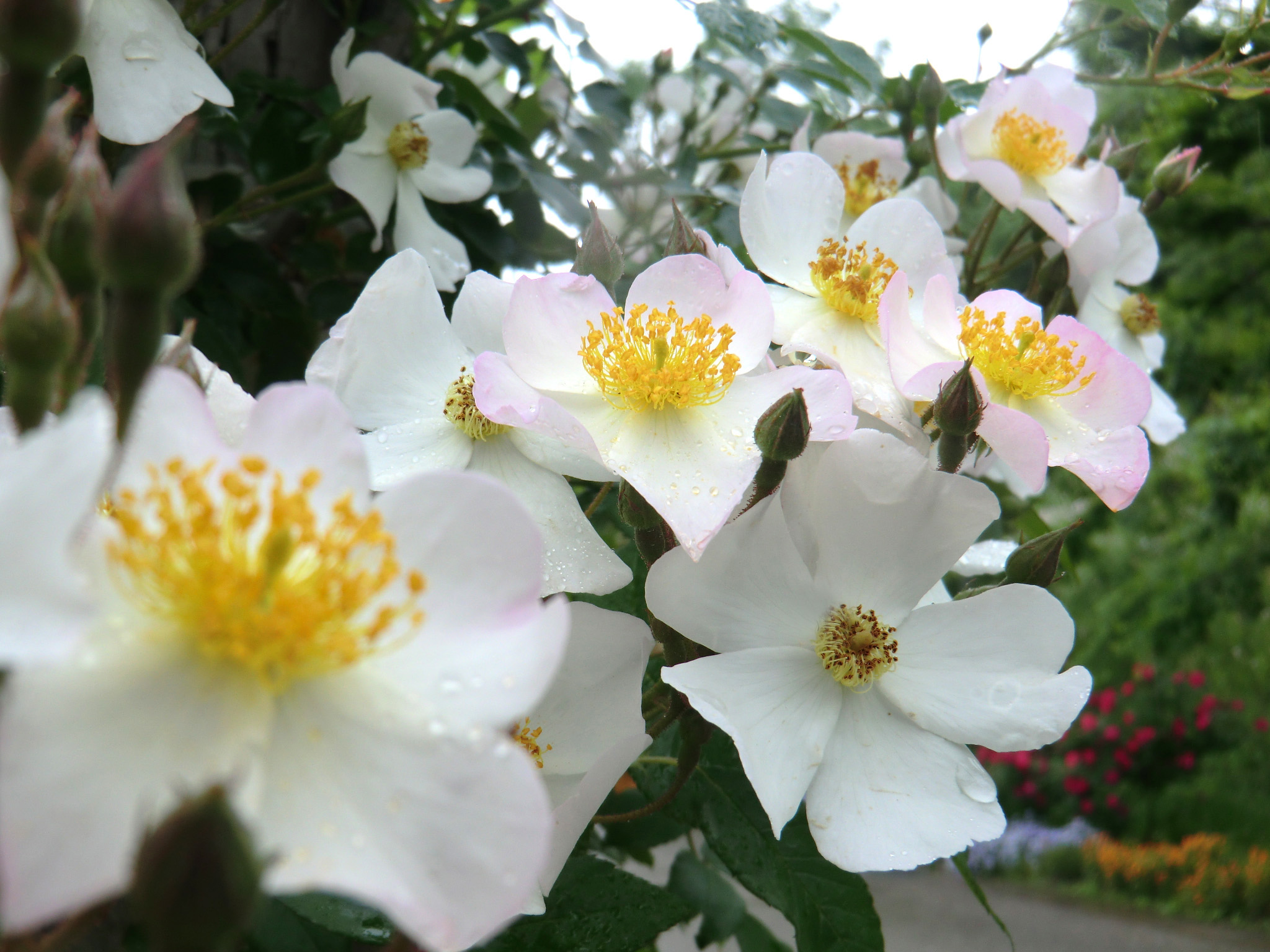
Троянда «П'єр Ганьєр» від Дому Дельбар

2009 року він створив першу в світі синтетичну страву — желе «Le note а note», здивувавши прихильників молекулярної кулінарії своїм нетрадиційним підходом. В той час, як для приготування страв молекулярної кулінарії зазвичай брались натуральні складники, а увага зосереджувалась на технології приготування, П'єр Ганьєр до складу нового десерту включив аскорбінову та лимонну кислоту, глюкозу, мальтитол і деякі інші речовини. Причому страва готувалась не на кухні, а в хімічній лабораторії Ерве Тіса, також прихильника молекулярної гастрономії.
Його ресторан у Парижі, за словами П'єра Ганьєра, «націлений на майбутнє та шанує минуле» ('tourné vers demain mais soucieux d'hier').
Був одним з консультантів франко-іспанської комедії режисера Деніеля Коена «Шеф», в якій з максимальною автентичністю показано життя сучасних майстрів високої кухні.
Йому присвячено новий сорт троянд-шрабів «Троянда П'єр Ганьєр» (Дім Дельбар, 2002).

## Ресторани
- Париж, «Pierre Gagnaire», 1996
- Париж, «Gaya rive gauche», 2005
- Лондон, «Sketch», 2002
- Токіо, «Pierre Gagnaire à Tokyo», 2005—2010
- Куршевель, «Pierre Gagnaire pour Les Airelles», 2007
- Гонконг, «Pierre a Hong Kong», 2006
- Дубай, «Reflets by Pierre Gagnaire», 2008
- Сеул, «Pierre Gagnaire à Seoul», 2008
- Лас-Вегас, «Twist by Pierre Gagnaire», 2009
- Токіо, «Pierre Gagnaire Tokyo», 2010
- Москва, «Les Menus par Pierre Gagnaire», 2010
- Берлін, «Les Solistes par Pierre Gagnaire», 2013
- Горд, «Pèir I Pierre Gagnaire TT», 2015
- Бордо, «La Grande Maison de Bernard Magrez», 2016
- Шанхай, «Le Comptoir de Pierre Gagnaire», 2017